# 鲁山郡
鲁山郡，中国南北朝时设置的郡。
北周置鲁山郡，为561年南陈交割与北周之地，治所在鲁山城（今湖北省武汉市汉阳区），隶属于沔州。下辖诸县不详，以鲁山（即龟山，山上有鲁肃神祠，所以又名鲁山）得名。隋文帝开皇三年（583年）废鲁山郡，属地直属沔州。